# Thrithala
Thrithala es una ciudad censal situada en el distrito de Palakkad en el estado de Kerala (India). Su población es de 27796 habitantes (2011). Se encuentra a orillas del río Bharathapuzha, a 63 km de Palakkad y a 35 km de Thrissur.

## Demografía
Según el censo de 2011 la población de Thrithala era de 27796 habitantes, de los cuales 13115 eran hombres y 14681 eran mujeres. Thrithala tiene una tasa media de alfabetización del 93,18%, inferior a la media estatal del 94%. la alfabetización masculina es del 95,59%, y la alfabetización femenina del 91,07%.